# Ludwig von Flotow

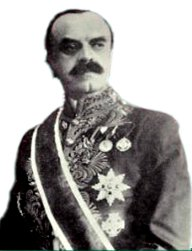
Ludwig Freiherr von Flotow

Ludwig Freiherr von Flotow (* 17. November 1867 in Wien; † 6. April 1948 in Gmunden; ab 3. April 1919 Ludwig Flotow) war Diplomat in Österreich-Ungarn und ab November 1918 letzter, liquidierender Außenminister der damals nicht mehr bestehenden Doppelmonarchie.

## Familie
Ludwig von Flotow entstammt dem seit 1241 urkundlich nachgewiesenen deutsch-mecklenburgischen Adelsgeschlecht Flotow. Seine Eltern waren der königlich bayerische Kämmerer und Oberst Ludwig von Flotow (1821–1876) und dessen Frau Maria (1840–1921) aus der böhmischen Grafenfamilie Bubna und Lititz. Sein Großvater Friedrich von Flotow (1786–1876) war königlich bayerischer Kämmerer, General d. Kav., Ehrenritter des evangelischen Johanniterordens und wurde am 4. Jänner 1829 in den bayerischen Freiherrenstand erhoben.
Von Flotow heiratete am 25. September 1923 auf Schloss Vollrads Maximiliane Gräfin von Matuschka (1896–1937), Freiin von Greiffenclau zu Schloss Vollrads (im Rheingau), Freiin von Toppolczan (Burgruine in der Westslowakei, zuvor Königreich Ungarn) und Spaetgen. Das Paar hatte zwei Söhne, Ludwig-Alexander (* 1928) und Gereon-Paul (* 1930).

## Ausbildung und Beruf
Flotow studierte Rechtswissenschaften und wurde am 14. August 1894 in Graz zum Dr. jur. promoviert. Im Mai 1895 legte er die Diplomatenprüfung ab und schlug die Diplomatenlaufbahn ein. Nach einer Reihe von unterschiedlichen Verwendungen wurde er 1906 zum Legationsrat II. Klasse ernannt. 1909 erfolgte die Ernennung zum Legationsrat I. Klasse.
Am 13. November 1913 wurde er zum außerordentlichen Gesandten und bevollmächtigten Minister ernannt und in das Außenministerium nach Wien versetzt. Er war dort Leiter des 1. Referats der politischen Sektion des Ministeriums, später Erster Sektionschef.

## K.u.k. Minister des Äußern
Vom 4. Jänner 1917 bis 21. Juni 1918 war er Stellvertreter des Außenministers. Vom 2. bis 11. November 1918 war er auf Vorschlag seines Vorgängers Gyula Andrássy der Jüngere von Kaiser Karl I. zum (liquidierenden) Außenminister Österreich-Ungarns berufen. Da Ungarn die Realunion mit Österreich per 31. Oktober 1918 aufgekündigt hatte, bestand Flotows Aufgabe nur mehr in der Liquidation der Botschaften, Gesandtschaften und Konsulate im Ausland und des Ministeriums in Wien. Deutschösterreich hatte am 30. Oktober 1918 Viktor Adler zum ersten „Außenminister“ (Funktionsbezeichnung: Staatssekretär des Äußern) berufen.
Das Ministerium trug den offiziellen Namen Ministerium des kaiserlichen und königlichen Hauses und des Äußern. Für die Dynastie der Habsburg-Lothringer konnte Flotow jedoch nichts mehr tun: Ungarn hatte sich völlig selbstständig gemacht; in Österreich beriet Ministerpräsident Heinrich Lammasch den Kaiser in den letzten Tagen seiner Regierung.

## Leiter des Liquidierenden Ministeriums
Am Tag nach dem Regierungsverzicht Karls I. beschloss die deutschösterreichische Provisorische Nationalversammlung am 12. November 1918 durch Gesetz die Auflösung der k.u.k. und der k.k. Ministerien. Zu diesem Zeitpunkt waren dem Ministerium vier Botschaften (Berlin, Konstantinopel, Madrid, Vatikan), elf Gesandtschaften und zahlreiche Konsulate im Ausland unterstellt.
Flotow arbeitete nun mit Zustimmung der (deutsch)österreichischen Regierung unter der Funktionsbezeichnung Leiter des Liquidierenden Ministeriums des Äußern bis November 1920 weiter, um die bisherige Organisation aufzulösen, hatte aber keine politischen Agenden mehr wahrzunehmen. Er war auch für Beförderungen und Pensionierungen des verbliebenen Personals (anfangs allein 25 Beamten in Wien) zuständig, was von der Regierung am 13. Mai 1919 zustimmend zur Kenntnis genommen wurde.
Dabei unterstand er dem (deutsch)österreichischen Staatsamt des Äußern und hatte bis Ende 1919 mit der so genannten „zwischenstaatlichen Liquidierungsorganisation“, bestehend aus Vertretern der Nachfolgestaaten der Doppelmonarchie, zusammenzuarbeiten. Der (Friedens-)Vertrag von Saint-Germain, der im September 1919 von Österreich und den Siegerstaaten des Ersten Weltkriegs unterzeichnet wurde, machte Österreich aber weitestgehend allein für die Aufgabe verantwortlich. Daher wurde Flotow am 18. Dezember 1919 angewiesen, die Liquidierungsvorgänge von nun an als „innerösterreichische Angelegenheit“ zu betreiben. Die Kostenaufteilung der Liquidierung auf die Nachfolgestaaten war nun bilateralen Verhandlungen vorbehalten.
Parallel zu Flotows Tätigkeit hatten die Nachfolgestaaten im November 1918 mit dem Aufbau eigener Außenamtsstrukturen begonnen und übernahmen hierbei etwa die Hälfte der Mitarbeiter aus dem k.u.k. diplomatischen Dienst, in welchem im November 1918 428 Konzeptsbeamte beschäftigt waren. 108 wurden in den österreichischen, 75 in den ungarischen, 16 in den polnischen, 10 in den tschechoslowakischen, zwei in den rumänischen und einer in den italienischen Dienst übernommen, der SHS-Staat übernahm keinen.
Das liquidierende Außenministerium vertrat die Interessen jedes Nachfolgestaats der Donaumonarchie, und zwar jeweils so lang, bis der betreffende Staat eigene Vertretungen errichtet hatte. Jedoch gab es eine Reihe von Staaten, zu denen die Nachfolgestaaten noch keine offiziellen Beziehungen aufgenommen hatten – oder umgekehrt. Dort amtierten die österreichisch-ungarische Vertretungen noch einige Zeit weiter, in den meisten Fällen bis spätestens Ende November 1918. Die letzten ehemaligen k.u.k. Vertretungen waren die beim Heiligen Stuhl bis 31. Jänner 1920, in Brasilien bis 27. Mai 1920. In der Schweiz amtierte die Vertretung zuletzt bis 31. Oktober 1920 nur mehr für Ungarn, da die Schweiz zwar bereits am 9. Jänner 1920 die Republik Österreich, Ungarn aber erst am 9. Oktober 1920 anerkannt hatte.
Am 8. November 1920 war die Liquidierung des Außenministeriums abgeschlossen und Ludwig Flotow richtete an Michael Mayr, Außenminister der Republik Österreich, sein Rücktrittsschreiben. Am 8. April 1922 wurde Flotow offiziell in den Bundesdienst der Republik übernommen und im gleichen Monat pensioniert.

## Werke
- November 1918 auf dem Ballhausplatz. Erinnerungen von Ludwig Freiherr von Flotow, des letzten Chefs des österr.-ungarischen Auswärtigen Dienstes 1895–1920. Bearbeitung und Hrsg. Erwin Matsch. Böhlau, Köln / Wien / Graz 1982, ISBN 3-205-07190-5. (Auszug)[5]